# Villalmanzo
Villalmanzo – gmina w Hiszpanii, w prowincji Burgos, w Kastylii i León, o powierzchni 23,91 km². W 2011 roku gmina liczyła 443 mieszkańców.